# 유치초등학교 오복분교
유치초등학교 오복분교는 대한민국 전라남도 장흥군 유치면 오복리 9에 있었던 공립 초등학교이다

## 연혁
- 1964년 6월 8일 유치국민학교 대리분교장 개교
- 1967년 6월 23일 유치남국민학교 승격
- 1984년 6월 15일 병설유치원 개원
- 1991년 3월 1일 유치국민학교로 편입
- 2001년 3월 1일 폐교